# Mitra (indumentaria)

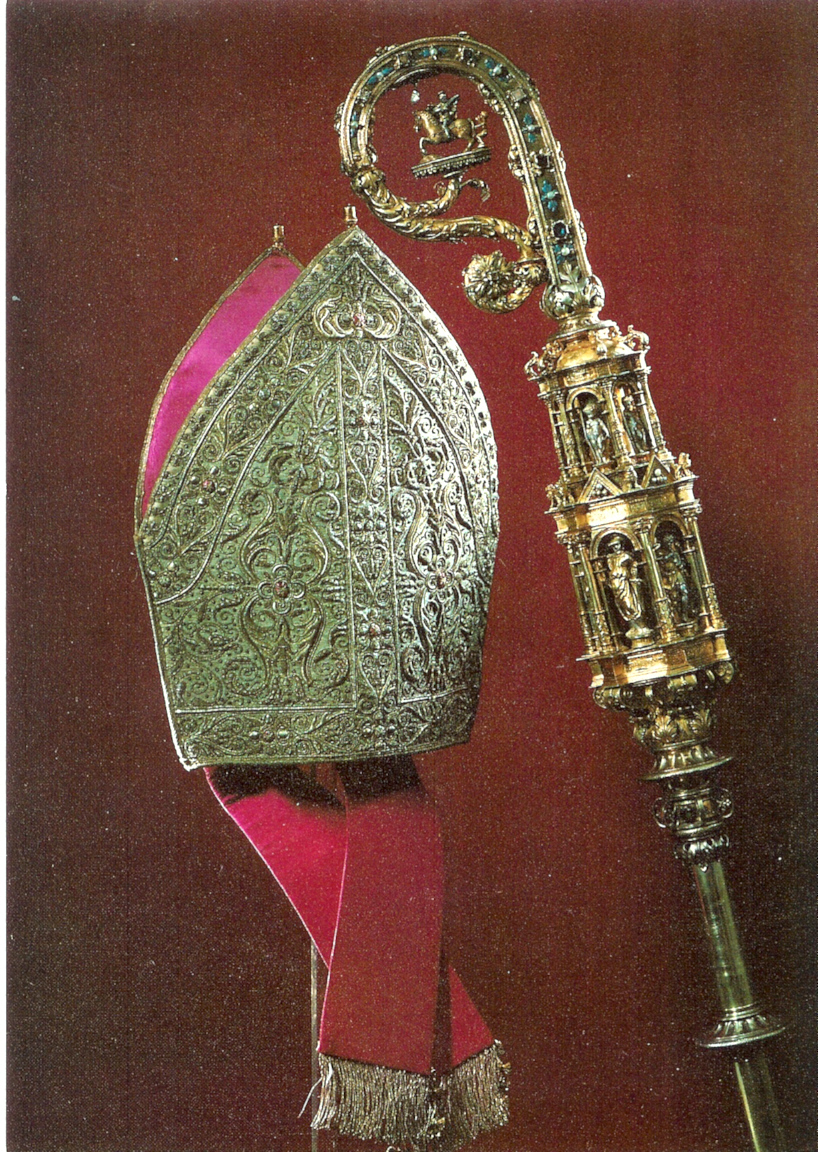
La mitra y el báculo episcopal.

La mitra, palabra proveniente del latín mitra y esta del griego: μίτρα, «banda» o «turbante» es el tocado con el que cubren su cabeza durante los oficios litúrgicos aquellas personas con dignidad episcopal. Los ordinarios como abades y abadesas mitradas también la usan a pesar de no tener la consagración episcopal o ser mujeres. Los que poseen tal privilegio se denominan «mitrados» en referencia, justamente, a que están facultados para lucir la mitra. Actualmente se fabrican con cartón forrado de tela (galón, trevira, lino) o también con una hoja de mica (plástico). Del borde posterior cuelgan dos cintas anchas llamadas «ínfulas».
Por extensión, se denomina también «mitra» al cargo desempeñado por el arzobispo u obispo, al territorio de su jurisdicción, y al conjunto de las rentas que este genera.

## Etimología
Se origina en el término griego μίτρα, mítra ( jónico μίτρη , mítrē), que significa una pieza de armadura, generalmente una protección de metal que se usaba alrededor de la cintura y debajo de una coraza, como se menciona en la Ilíada de Homero. En poemas posteriores, se usó para referirse a una diadema que usan las mujeres para el cabello; y una especie de tocado babilónico formal, como menciona Heródoto (Historias 1195 y 7.90).
El verbo mitrar significa obtener un obispado y mitral se aplica a lo que posee forma de mitra.

## Origen

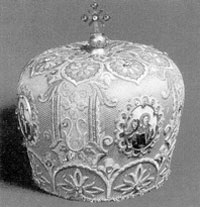
Mitra del obispo Sztojkovics, Hungría, ca. 1860, robada en 1989

En el judaísmo de la Antigüedad, los miembros del Sanedrín utilizaban vestiduras sagradas que se describen en el Libro del Éxodo. Del ornamento para la cabeza conocido como mitznefet se deriva la mitra adoptada por el cristianismo. No obstante, también algunos sacerdotes griegos y romanos usaban algún tipo de diadema, corona o banda en torno a su cabeza.
Hacia el siglo V se conocía en la Iglesia oriental un bonete semiovoide que llevaban los obispos en las funciones y es posible que en la occidental hubiese algún otro para abrigar la cabeza y sin carácter litúrgico. Pero estas prendas carecían de la uniformidad y significación que tiene la verdadera mitra episcopal según aparece en algunas miniaturas.
La primera representación figurada que se conoce de la mitra se halla en unos códices del siglo XI y el primer documento oficial que habla de ella es una bula del papa León IX, fechada en 1049. Sin embargo, las mitras más antiguas que se conservan son posteriores al siglo XIII.
Se deduce de algunos códices que la mitra debió empezar a utilizarse hacia mediados del siglo X pero solo por privilegio o concesión pontificia que se iba repitiendo en casos particulares y hubo de transcurrir casi un par de siglos para que fuese común y ordinario dicho uso. La primera concesión que obtuvo algún abad para usar la mitra data del año 1000 d. C. y aunque fue una concesión puramente personal fue seguida de otras muchas que dieron por resultado el privilegio estable de poder usar dicha prenda en ciertos monasterios (abades mitrados).

## Evolución de la mitra

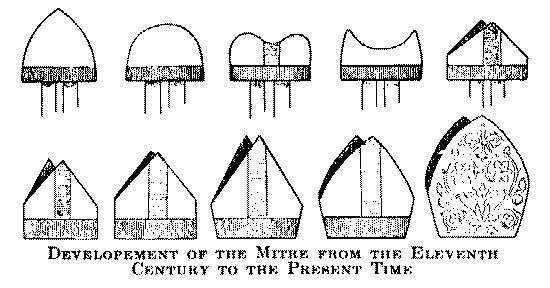
Evolución de la mitra desde el hasta el presente

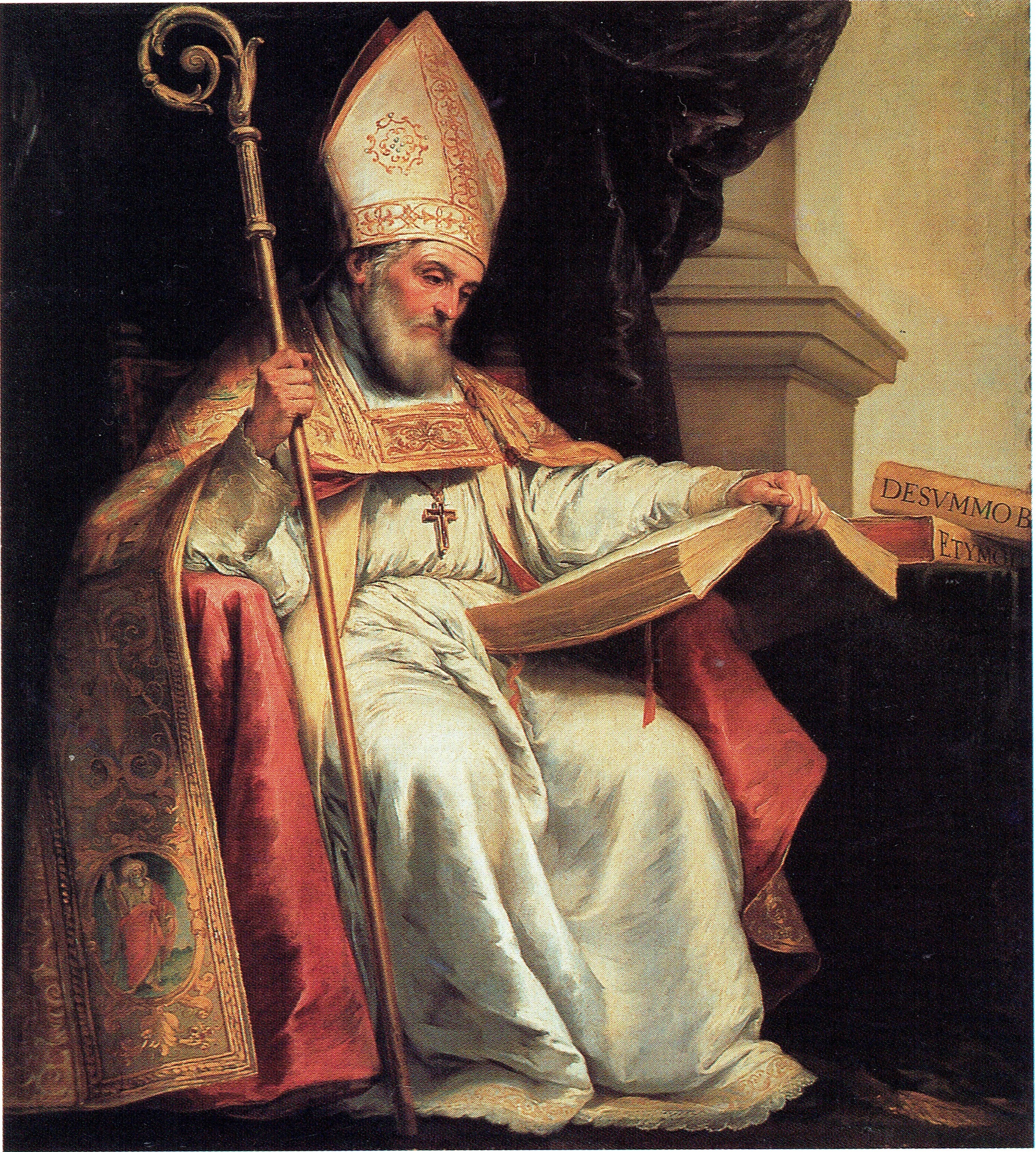
San Isidoro de Sevilla con mitra, retratado por Murillo

Las antiguas representaciones gráficas de mitras  y los ejemplares auténticos que se conservan de esta prenda desde el siglo XIII nos dan a conocer las sucesivas evoluciones de la misma que se produjeron de la siguiente forma:
- Durante todo el siglo XI la mitra consistió en un birrete cónico adornado con una simple cinta o galón alrededor de la frente, llamado «círculus», pendiendo por detrás los extremos de la misma, llamados «ínfulas», que son un símbolo de poder, de la consagración a la divinidad y su dedicación a la interpretación del Antiguo y el Nuevo Testamentos.
- Al comenzar el siglo XII se va redondeando la punta cónica y luego se hunde la mitra por la parte central formando a los lados sendas partes redondeadas que en muchos ejemplares terminan en punta y queda la mitra con puntas laterales, muy común en el siglo XII, llegando así hasta comienzos del siglo XIII. A partir del siglo XII, se adornan algunas mitras con bordados y pedrería según el estilo de cada época. También se ornamentan con bordados las cintas que penden por detrás de la mitra llamadas «ínfulas», «trascolos» y «fanones», que en la Edad Media llegaron a tener campanillas de oro suspendidas.
- A finales de dicho siglo XII comienzan en algunos modelos a colocarse las puntas de la mitra por delante y por detrás, en vez de los lados y se adornan con un galón vertical o «títulus», continuando como anteriormente tanto los círculus como las «ínfulas».
- Tras seguir con la disposición anterior de mayor anchura que altura, en el siglo XIV adquiere mayor altura con el afilamiento de las puntas igualándose la altura y la anchura a finales del mismo.
- La altura de la mitra sigue creciendo en los siglos siguientes hasta llegar a una altura casi el doble que la anchura en los siglos XVII y XVIII. En el siglo XVI se transforman las puntas angulares en arcos apuntados.
- Aunque existen mitras en diferentes colores litúrgicos, algunas antiguas, el color establecido normativamente es el blanco o el dorado.

## Uso
En el ámbito católico la mitra es uno de los ornamentos propios del orden episcopal, y por tanto es usada en la mayoría de las celebraciones litúrgicas por los eclesiásticos investidos de tal orden. Excepcionalmente la tienen concedida aquellos eclesiásticos que, no siendo obispos, tienen derecho al uso de pontificales: cardenales no obispos, abades mitrados, dignidades capitulares, etcétera.
La evolución litúrgica dio lugar a la diferenciación de tres tipos de mitra: preciosa, dorada y simple. En muchos casos se usaban dos de ellas, alternándose según el momento litúrgico.
- La mitra preciosa (en latín, mitra pretiosa) va adornada con bordados, en muchos casos con pedrería, y se usaba en los actos solemnes cuando no se especificaba otro tipo de mitra. Los prelados menores con usos de pontificales no podían usarla.
- La mitra dorada (en latín, mitra auriphrygiata) no lleva bordados pero va cubierta con pan de oro, y se usaba en las pontificales celebradas durante el Adviento y la Cuaresma, en bendiciones no solemnes y en ciertas partes de la misa pontifical, alternando con la preciosa, como era el caso del sermón.
- La mitra simple (en latín, mitra simplex) es una mitra blanca sin adorno ninguno, que se usaba en los funerales, en los oficios del Viernes Santo, y cuando el que la llevaba no era el oficiante principal de la ceremonia. La mitra simple de los cardenales en actos colegiados es de tela de damasco; la mitra simple del papa va ribeteada por un galón dorado.

Tras la reforma litúrgica del Concilio Vaticano II solo se diferencian dos tipos de mitra, la preciosa y la simple, habiendo quedado la dorada asimilada a la preciosa. No se contempla el uso simultáneo de dos mitras en la misma celebración.
- La mitra preciosa se usa en todas las ocasiones en que no se exija la mitra simple.
- La mitra simple se usa en los funerales y en la participación en celebraciones colegiales. La de los cardenales sigue siendo adamascada y el papa la sigue usando ribeteada en oro.